# The Tavern Keeper's Daughter
The Tavern Keeper's Daughter is een Amerikaanse stomme en korte film uit 1908 onder regie van D.W. Griffith.

## Rolverdeling
| Acteur          | Personage |
| --------------- | --------- |
| George Gebhardt | Mexicaan  |
| Edward Dillon   | Vader     |
| Florence Auer   | Moeder    |
| Marion Leonard  | Dochter   |
| Harry Solter    | Oude man  |
| Marion Sunshine | -         |